# Stazione di Fiumicino Aeroporto
La stazione di Fiumicino Aeroporto è la stazione ferroviaria a servizio dell'aeroporto Leonardo da Vinci nel comune di Fiumicino. La stazione è ubicata lungo la ferrovia Roma-Fiumicino nella Valle del Tevere.

## Storia
La stazione venne attivata nel maggio 1990, in occasione dei mondiali di calcio Italia 90, assieme al tronco ferroviario costruito in diramazione della linea Roma-Fiumicino.

## Strutture e impianti
La stazione è stata progettata nel 1982 dell'architetto Paolo Cercato ed è ubicata su un viadotto, alto 6 metri da terra e lungo 1,5 km per evitare le interferenze a raso delle fitta viabilità aeroportuale, a soli 70 metri dall'aerostazione a cui si può accedere tramite tapis-roulant. Il corpo principale ha l'aspetto di un tunnel delle dimensioni in pianta di 25 x 320 metri con arconi metallici di colore giallo a cui è attaccata la catenaria.
La stazione dispone di un fabbricato viaggiatori a due livelli: il primo ospita le banchine, la biglietteria Trenitalia e servizi vari (bar, tabaccheria, giornali ufficio informazioni, ecc...) mentre al piano terreno sono presenti i parcheggi.
È dotata di tre binari di testa per il servizio viaggiatori.

## Movimento
Dalla stazione partono tutti i treni TAF, ormai rimpiazzati dai moderni Rock, della linea metropolitana Orte-Fiumicino Aeroporto (FL1) con tempi medi di attesa minimi di 15 minuti nei giorni feriali e 30 minuti nei festivi, con differenza di frequenza per Roma Tiburtina, Fara Sabina-Montelibretti, Poggio Mirteto fino a Orte. Per Roma Termini partono i treni (LeoExp), no-stop fino a Termini, in soli 32 minuti
La linea metropolitana Orte-Fiumicino Aeroporto FL1 nelle ore di punta dei giorni lavorativi si avvale di un treno ogni 15 minuti per la stazione di Fara Sabina-Montelibretti, uno ogni 30 minuti per la stazione di Poggio Mirteto e uno ogni ora per la stazione di Orte, capolina della linea metropolitana. Mentre la frequenza dei LeoExp è di un treno ogni 15 minuti per la stazione di Roma Termini. La stazione è servita ogni giorno anche da 5 Frecciarossa (2 da/per Venezia, 2 da/per Napoli e 1 da Firenze); alcuni di questi sostituiscono i voli di superficie di Alitalia, in servizio dal 1992 al 1994.

## Servizi
La stazione dispone di:
- Biglietteria e Assistenza Clienti Trenitalia (orario di apertura: dal lunedì alla domenica dalle ore 06.45 alle ore 21.30).
- Biglietteria automatica
- Accessibilità per persone con disabilità motoria
- Ascensori
- Scale mobili

## Luoghi d'interesse nei dintorni
- Museo delle navi romane
- Porto di Claudio
- Lago di Traiano
- Casale Santa Lucia

## Galleria d'immagini

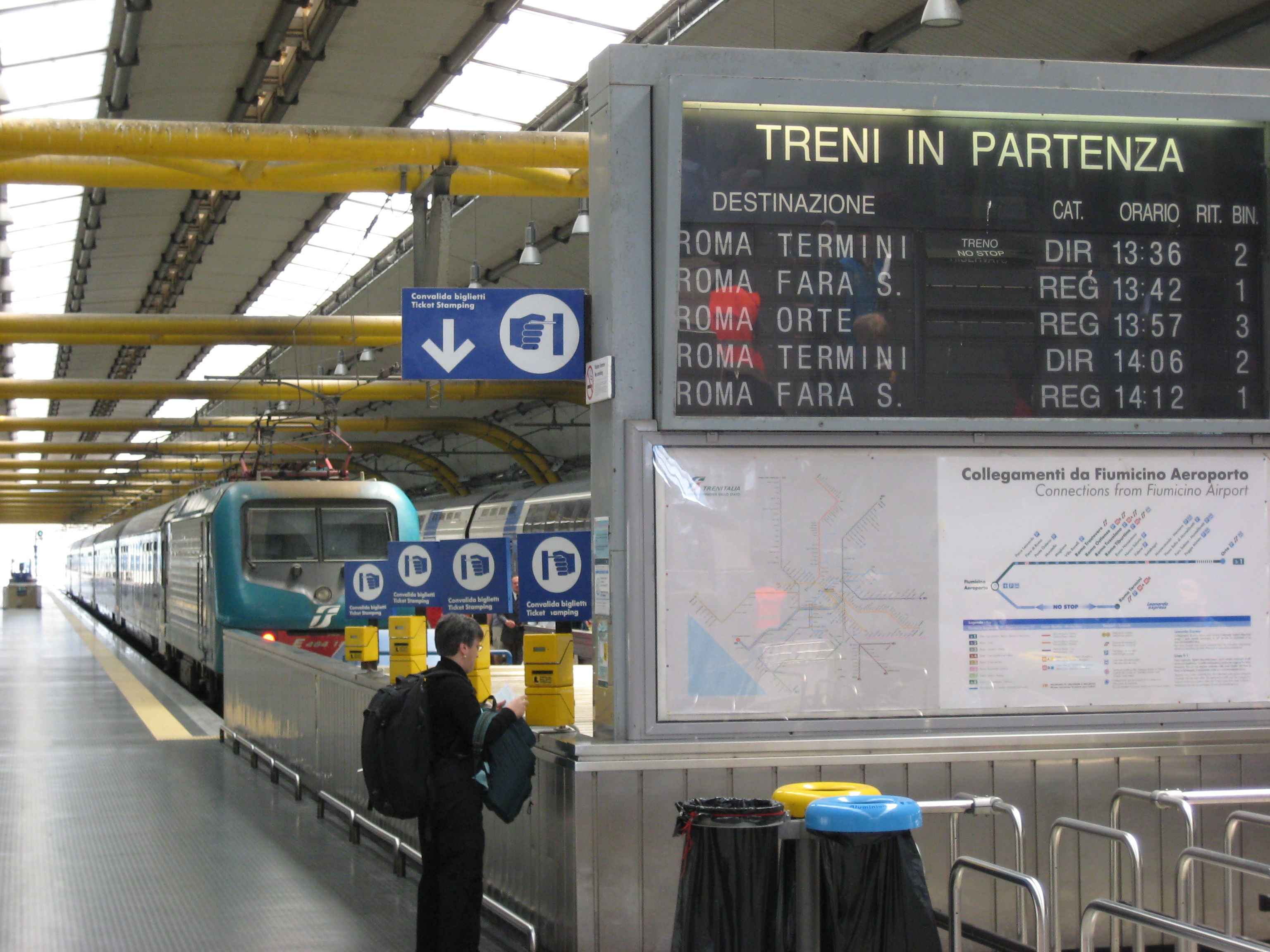
Tabellone delle partenze
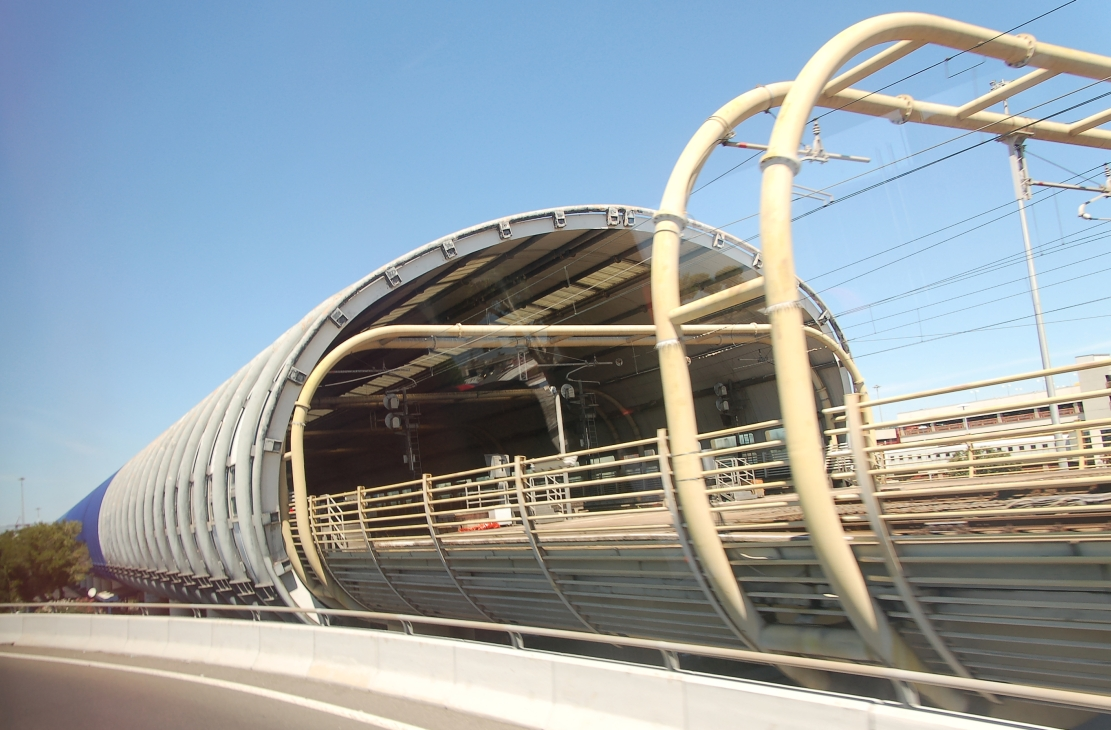
Vista esterna della stazione dal viadotto autostradale per Roma
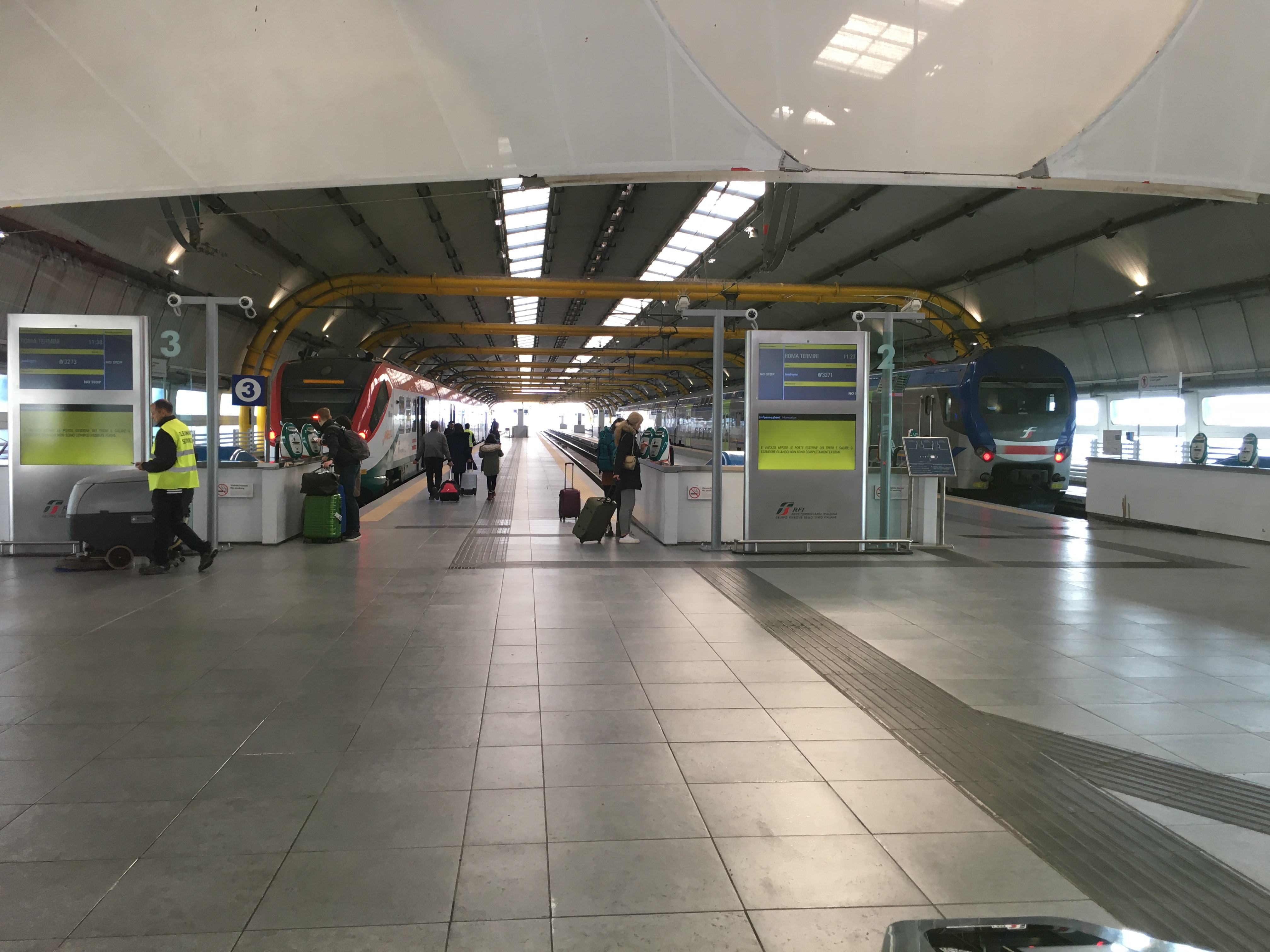
Stazione di Fiumicino Aeroporto